# Claudia Jung
Claudia Jung, nome d'arte di Ute Krummenast (Ratingen, 12 aprile 1964), è una cantante e attrice tedesca.
Ich kann nur in der Sprache singen, in der ich auch träume... io posso cantare solo nella lingua, in cui anche sogno... 

## Biografia

### Carriera
Dal 1974 al 1980 ha frequentato la  Liebfrauenschule a Ratingen (Düsseldorf). Da bambina ha preso lezioni di chitarra e durante la scuola ha cantato anche nello Amt-Angerland-Chor. Prima della sua carriera artistica ha svolto lavori in vari campi professionali: è stata assistente in un laboratorio fotografico e presso uno studio dentistico. In Italia ha lavorato come guida turistica, ma non ha lasciato la sua passione principale, la musica.
Nel 1984 ha inciso i suoi primi brani in collaborazione con il produttore discografico Hartmut Schairer ed il compositore-produttore Jean Frankfurter più il paroliere  Erich Offierowski. Sono state registrazioni sperimentali. Nel 1986 fu pubblicato il suo primo single: Immer wieder eine Handvoll Zärtlichkeit (sempre di nuovo una manciata di tenerezza), mentre il suo primo album, Halt' mich fest (tienimi forte), è stato pubblicato nel 1988. Dal 1999 è il marito Hans Singer il suo produttore discografico.
Il suo genere musicale è uno stile romantico attraverso un repertorio che mescola brani che vanno dal classico al pop, i cui testi vengono a volte scritti dalla stessa Jung.
Alla cantante, nota in Germania come "Die große Dame des deutschen Schlagers" (La gran signora della canzone tedesca), sono stati assegnati parecchi dischi d'oro e platino e numerosi premi, come due volte il premio Echo e cinque volte il Goldene Stimmgabel. Inoltre le è stato assegnato il Fred-Jay-Textdichterpreis (premio per i migliori testi) e lo Amadeus Austrian Music Award. Ha registrato duetti con vari artisti internazionali compresi Richard Clayderman (Je t'aime mon amour), Rosanna Perinic (Domani l'amore vincerà), Nino De Angelo (Hand in Hand) e Cliff Richard (Mistletoe and Wine). Canta soprattutto nella sua lingua madre, il tedesco, ma ha interpretato anche alcune canzoni in francese, inglese ed italiano. Nel 2004 ha cantato in duetto con la figlia il brano Heut' fliegt ein Engel durch die Nacht (Oggi vola un angelo nella notte). Nel 2008 ha esordito come attrice apparendo come protagonista femminile nella serie televisiva della ARD (Primo canale tedesco): Das Musikhotel am Wolfgangsee (L'albergo musicale sul lago Wolfgang).
Dal novembre 2007 è la sostenitrice di un progetto per aiutare bambini traumatizzati che hanno perso la fiducia in loro stessi e nel mondo che li circonda.
Il 2 marzo 2008 la Jung, alias  Ute Singer, è stata eletta al consiglio municipale del Pfaffenhofen. Nell'elezione statale il 28 settembre 2008 è stata eletta deputata del Freie Wähler al Landtag di Baviera.
L'album di maggior successo commerciale è stato finora l'eponimo Claudia Jung.

### Vita privata
Il primo marito di Claudia Jung è stato il suo ex manager Jürgen Evers, che sposò in Düsseldorf il 1º settembre 1993. Il matrimonio fallì già l'anno seguente ed i due divorziarono. Nello stesso tempo conobbe Hans Singer, che ha sposato nel 1997. La coppia ha avuto una figlia, Anna Charlotte nata il 4 agosto 1997. Hans Singer aveva già un figlio, David, di qualche anno più grande. La famiglia allargata vive dal 1998 in una fattoria a Gerolsbach, distretto di Pfaffenhofen an der Ilm (Oberbayern). Nella tenuta agricola vivono numerosi animali. Animalista, rispettosa ed amante della natura, tra le sue passioni vi è la cucina vegetariana.
Ad inizi 1994, in seguito ad una brutta caduta da cavallo, riportò una doppia frattura della base cranica, che le causò anche una paralisi alle corde vocali, per cui fu costretta ad un periodo di assoluto riposo e ad interrompere la sua carriera. Il suo ritorno sulle scene, nel settembre dello stesso anno, avvenne con il brano Je t'aime mon amour in coppia con il pianista Richard Clayderman.
Nel 2005 Claudia Jung ha sofferto ancora di una paralisi alle corde vocali, che l'ha nuovamente costretta ad alcuni mesi di riposo e ad interrompere alcune sue tournée.

## Discografia

### Album in studio
- 1988 - Halt’ mich fest
- 1989 - Etwas für die Ewigkeit
- 1990 - Spuren einer Nacht
- 1991 - Wo kommen die Träume her
- 1992 - Du ich lieb’ dich
- 1994 - Claudia Jung
- 1995 - Sehnsucht
- 1996 - Winterträume
- 1999 - Für immer
- 2001 - Auch wenn es nicht vernünftig ist
- 2003 - Seelenfeuer
- 2004 - Herzzeiten
- 2006 - Träumen erlaubt
- 2007 - Unwiderstehlich
- 2008 - Hemmungslos Liebe
- 2009 - Geheime Zeichen
- 2012 - Alles nach Plan?
- 2015 - Seitensprung
- 2016 - Frauenherzen
- 2018 - Schicksal, Zufall oder Glück
- 2022 - Einfach jung

### Raccolte
- 1992 - Nah bei Dir – Ausgewählte Lieder
- 1997 - Augenblicke
- 2002 - Best of
- 2007 - Sommerwein – Meine schönsten Sommersongs
- 2010 - Geliebt, gelacht, geweint

### Singoli
- 1986 - Immer wieder eine Handvoll Zärtlichkeit
- 1987 - Träume sterben nie
- 1987 - Amore amore
- 1988 - Atemlos (Die Nacht, als die Erde Feuer fing)
- 1988 - Halt' mich fest
- 1989 - Roter horizont
- 1989 - Stumme signale
- 1990 - Etwas für die Ewigkeit
- 1990 - Eine Reise ins Licht
- 1990 - Fang mich auf
- 1990 - Er war wie du
- 1991 - Mittsommernacht
- 1991 - Schmetterlinge
- 1991 - Wo kommen die Träume her

- 1992 - Du ich lieb' Dich
- 1992 - Das dunkel der nacht
- 1993 - Lass mich doch nochmal
- 1994 - Unter meiner haunt
- 1994 - Je t'aime mon amour (con Richard Clayderman)
- 1995 - Komm und tanz ein letztes mal mit mir
- 1995 - Wer die sehnsucht kennt
- 1996 - Domani l'amore vincerà (con Rosanna Perinic)
- 1996 - Ein lied, das von liebe erzählt
- 1996 - Weihnachtszeit - Misteltoe and Wine (con Cliff Richard)
- 1997 - Lieb mich nochmal
- 1998 - Ich vermiss' dich zu sehr
- 1998 - Hand in Hand (con Nino De Angelo)
- 1999 - Nur mit dir
- 1999 - Wo die freiheit beginnt
- 1999 - Frieden allezeit (con Corinna May)
- 2001 - Auch wenn es nicht vernünftig ist
- 2001 - Hast du alles vergessen
- 2002 - Und dann tanz ich ganz allein
- 2002 - Wenn es morgen nicht mehr gibt
- 2003 - Tausendmal ja
- 2003 - Ich denk immer noch an dich
- 2003 - Mittenrein ins Glück
- 2003 - Seelenfeuer
- 2004 - Heut fliegt in Engel durch die nacht (con Anna Charlotte)
- 2004 - Ich kann für nichts mehr garantier'n
- 2005 - Um den schlaf gebracht
- 2005 - Geh'n wir zu mir oder zu dir
- 2006 - Bleib doch heut' nacht
- 2006 - Hey, nen' kleinen Schuss, denn hattest du doch schon immer
- 2007 - Träumen erlaubt
- 2007 - Sommerwein, wie die liebe süß und wild (con Nik P.)
- 2007 - Ich darf mich nicht in dich verlieben
- 2007 - Ein tag zu wenig
- 2008 - Mir schenkst du rosen
- 2008 - Lass uns noch einmal lügen
- 2008 - Die träume einer frau
- 2009 - Tausend frauen
- 2009 - Mein herz lässt dich nie allein
- 2009 - Göttergatte
- 2010 - Geliebt, gelacht, geweint

- 2011 - Ich weiß, dass ich noch fliegen kann
- 2012 - Ich glaub' an die Liebe (con Udo Wenders)
- 2012 - Mein Plan fürs nächste Leben
- 2012 - Lass mich traurig sein
- 2013 - Elektrisiert
- 2013 - Einfach mal gar nichts tun
- 2016 - Alse was du willst
- 2016 - Träume bleiben jung
- 2018 - 'Es war nur eine Nacht
- 2019 - Manchmal wird es ganz still
- 2020 - Jetzt erst recht – herzvernetzt
- 2021 - Artige frauen
- 2021 - Augen der Nacht
- 2022 - Denn wenn wir uns berühr’n

## Videografia

### VHS e DVD
- 2001 -  Claudia Jung - Mein München (VHS e DVD, Polydor)
- 2008 - Hemmungslos Liebe (DVD Koch 2008 Limited-Edition)
- 2010 - Geliebt, gelacht, geweint (DVD Koch 2010 Limited-Edition)

### Premi e riconoscimenti
- Echo Musikpreis - 1994 e 2000
- Goldene Stimmgabel - 1995, 1996, 1997, 1998 e 2002
- Amadeus Austrian Music Award - 2002
- Fred-Jay-Preis - 2002

### Premi e riconoscimenti per numero delle vendite
Disco d'oro 
- Germania
  - 1995: per l'Album Claudia Jung

Austria
  - 1991: per l'Album Spuren einer Nacht
  - 1996: per l'Album Winterträume
  - 1999: per l'Album Für immer
  - 2004: per l'Album Auch wenn es nicht vernünftig ist
  - 2005: per l'Album Herzzeiten
  - 2008: per l'Album Unwiderstehlich
  - 2009: per l'Album Hemmungslos Liebe

Svizzera
  - 1995: per l'Album Claudia Jung

Disco di platino 
- Austria
  - 1996: per l'Album Sehnsucht
  - 1997: per l'Album Augenblicke
  - 1998: per l'Album Du ich lieb' dich

Doppio disco di platino 
- Austria
  - 1995: per l'Album Claudia Jung